# Sara Kristoffersson (konstvetare)
Sara Johanna Kristoffersson, född 28 april 1972 i Stockholm, är en svensk författare och professor. Hon är gift med Kim Salomon.

## Biografi
Sara Kristoffersson studerade konstvetenskap och filosofi vid Stockholms universitet. År 2003 disputerade hon i konstvetenskap med doktorsavhandlingen Memphis och den italienska antidesignrörelsen vid Göteborgs universitet, där hon senare blev docent.
Kristoffersson har sedan slutet av 1990-talet föreläst på en lång rad universitet och museer, såväl i Sverige som internationellt, bland andra Humboldt Universität, École nationale supérieure des arts décoratifs, Parsons School of Design, Aalto universitet och Pusjkinmuseet i Moskva. Samtidigt har hon verkat som skribent och debattör.
Åren 1996–1999 ingick hon i det kollektiv som drev galleriet Ynglingagatan 1 i Stockholm. År 2015 blev hon professor i designhistoria på Konstfack där hon sedan 2009 varit gästprofessor i samma ämne.
Mellan 1999 och 2015 var Kristoffersson knuten som kritiker till Svenska Dagbladet och skrev även närmare 30 bidrag i Under strecket. 2015 knöts hon till Dagens Nyheter där hon nu är medarbetare. Hon har även varit utställningskurator för bland andra Svenska institutets More than marketing och co-curator Nationalmuseums 1989 – kultur och politik (2019).
I den internationellt uppmärksammade boken Design by Ikea. A Cultural History (Bloomsbury 2014) granskar Kristoffersson hur IKEA använt Sverige i sitt varumärkesbyggande. Boken har översatts och getts ut i Japan, Kina, Sydkorea och Sverige. 
År 2021 initierade och deltog Kristoffersson i debatten om Vita havet på Konstfack och utgav 2022 boken Hela havet stormar på bokförlaget Volante.
Fallet uppmärksammades av TV4:s Kalla fakta och granskningen ledde i sin tur till att utbildningsministern Mats Persson initierade en kartläggning av cancelkulturen. Expertmyndigheten Universitetskanslersämbetet fick uppdrag att göra fallstudier om akademisk frihet.

## Priser och utmärkelser
I oktober 2022 tilldelades Kristoffersson ett stipendium till minne av Lars Vilks "för sitt mod och sin oräddhet".
Den 8 mars 2023 uppmärksammade Expressen årets kvinnor. Kristoffersson hamnade på 69:e plats: "Sara Kristoffersson har tagit strid för den fria forskningen och mot samtidens kvävande ängslighet med ett mod värt att beundra."